# Brunnenkirche (Erfurt)

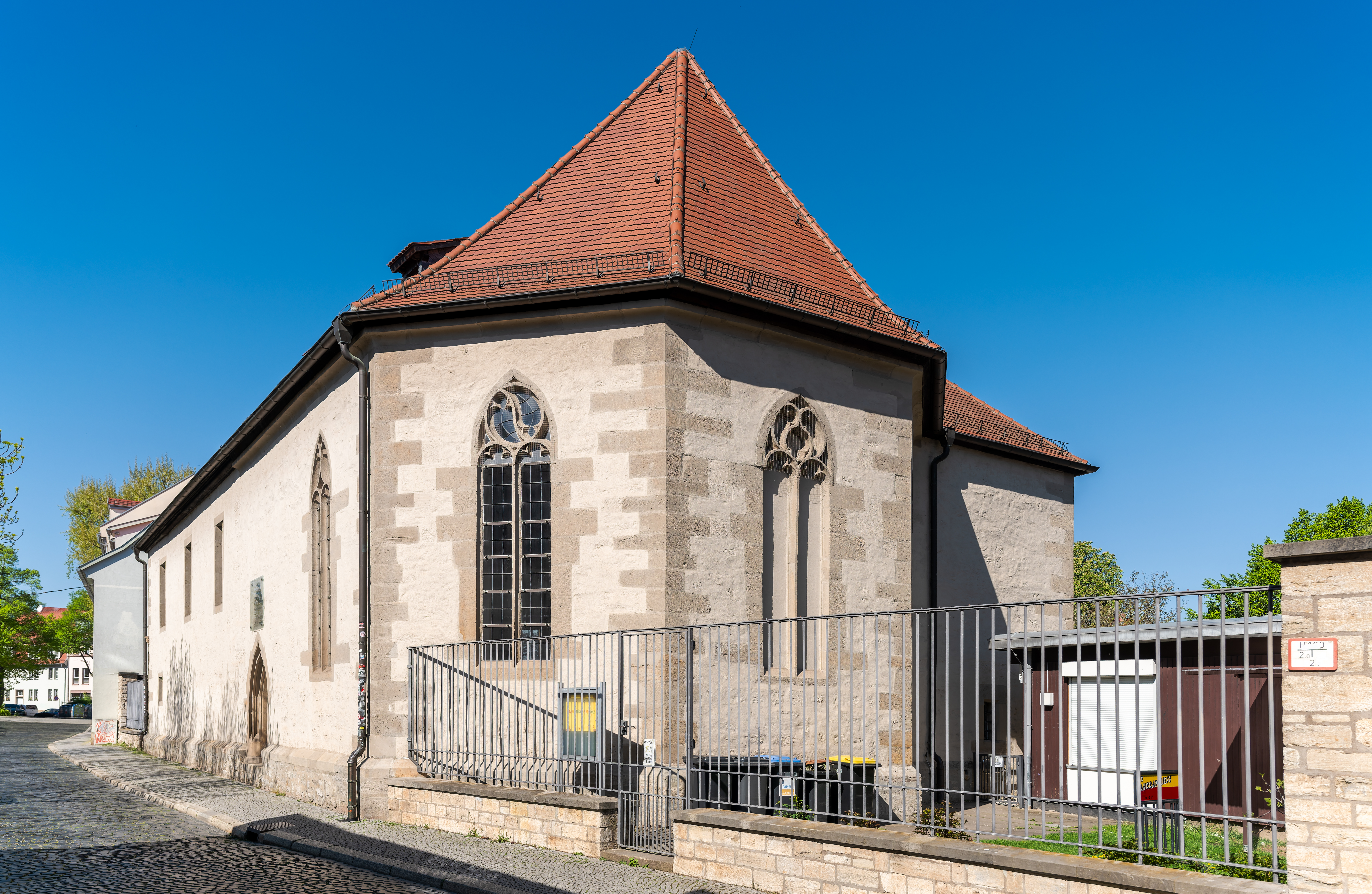
Straßenansicht der Brunnenkirche

Die römisch-katholische Brunnenkirche steht in der Altstadt der thüringischen Landeshauptstadt Erfurt. Sie wird vom Erfurter Augustinerkonvent genutzt und gehört zum Dekanat Erfurt des Bistums Erfurt.

## Geschichte
Ihr Name rührt daher, dass ihr Chor über einem vorchristlichen Brunnen errichtet wurde, der der Göttin Silvia gewidmet war. Die Kirche wurde 1253 gebaut und nach einem Brand 1472 wiederhergestellt. Sowohl 1701 als auch 1890 und 1954 erfuhr sie eine Restauration. Der Turm der Kirche wurde bereits zum großen Teil abgetragen. 1957 wurde der Brunnen verfüllt. Sie besitzt einen dreiseitigen Ostschluss, spätgotische Schnitzfiguren, die sich auf das 15. Jahrhundert datieren lassen, einen Bilderzyklus von fünf Gemälden, gemalt nach 1700, mit Darstellungen aus der Geschichte der Brunnenkapelle sowie Tafelgemälde eines ehemaligen Flügelaltars aus der Erfurter Schottenkirche.
Auf der Empore befindet sich eine Orgel mit neun Registern auf einem Manual und Pedal, die Alexander Schuke 1952 unter Verwendung des vierten Manuals der vormaligen Klais-Orgel aus dem Erfurter Mariendom gebaut hat.
Heute wird die Kirche vom Konvent der Augustiner in Erfurt und ihrer Personalgemeinde genutzt, ebenso von der Katholischen Studierendengemeinde Erfurt und vom Bildungshaus St. Martin.

Brunnenkirche (Erfurt)
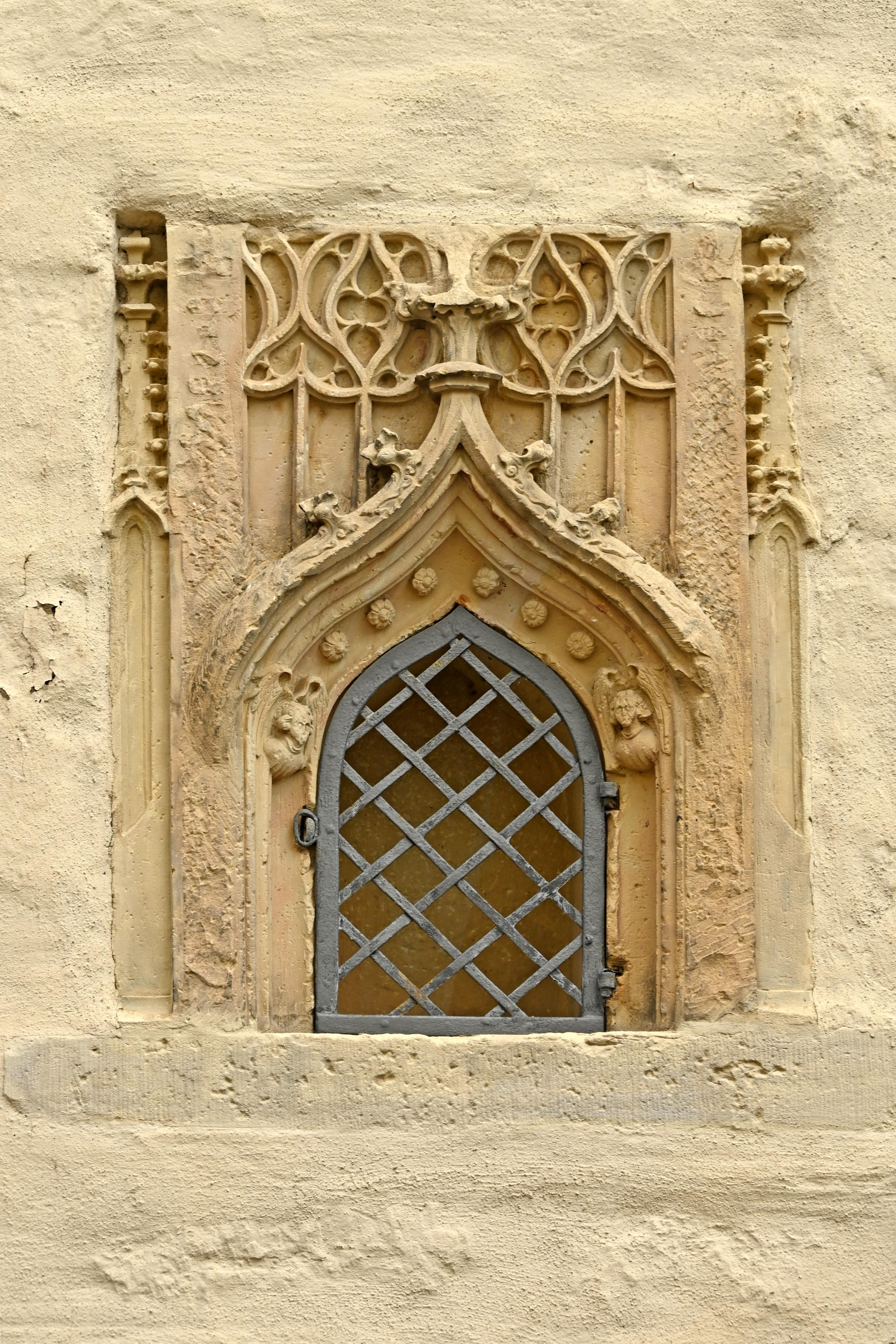
got. Nische
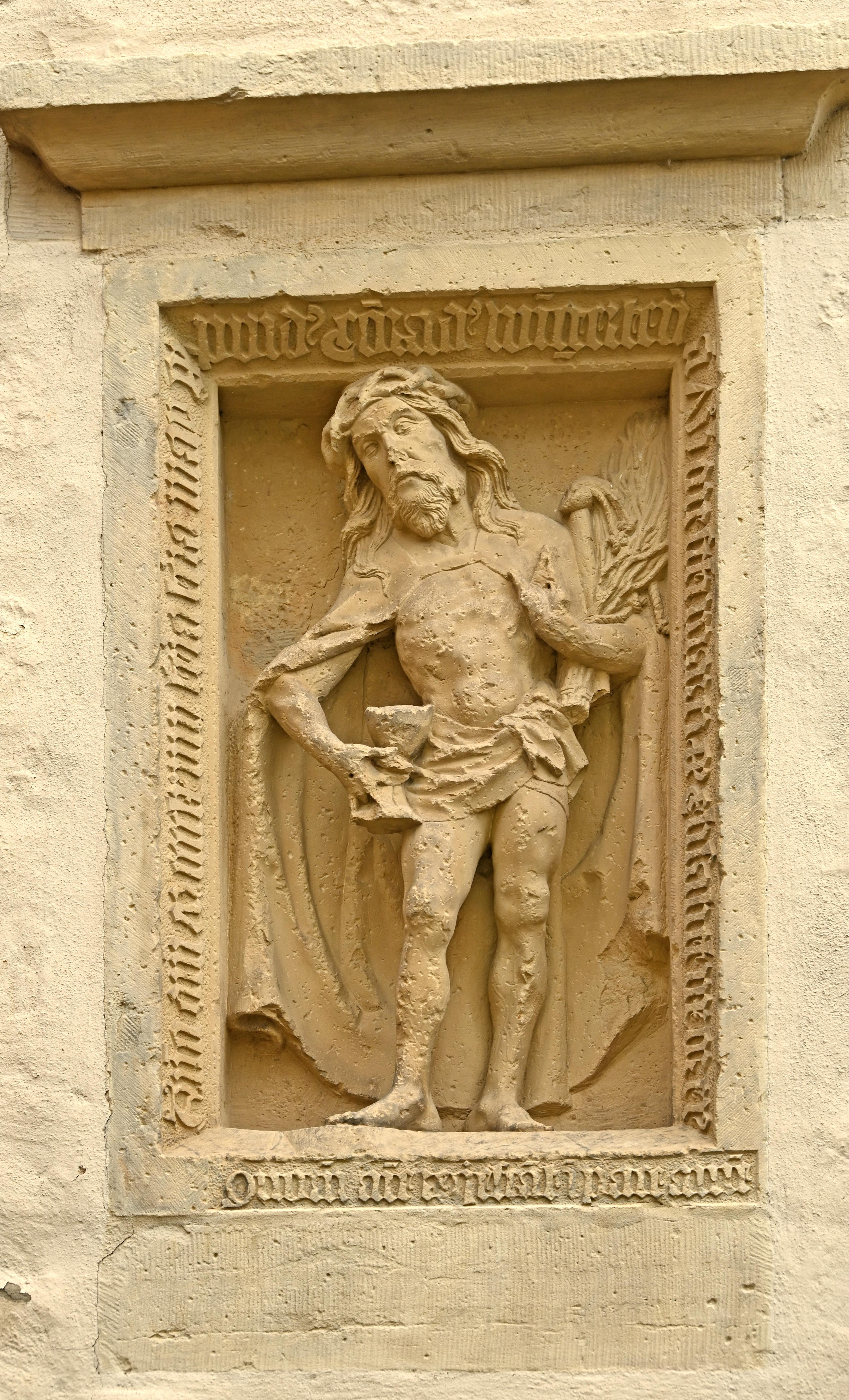
Schmerzensmann
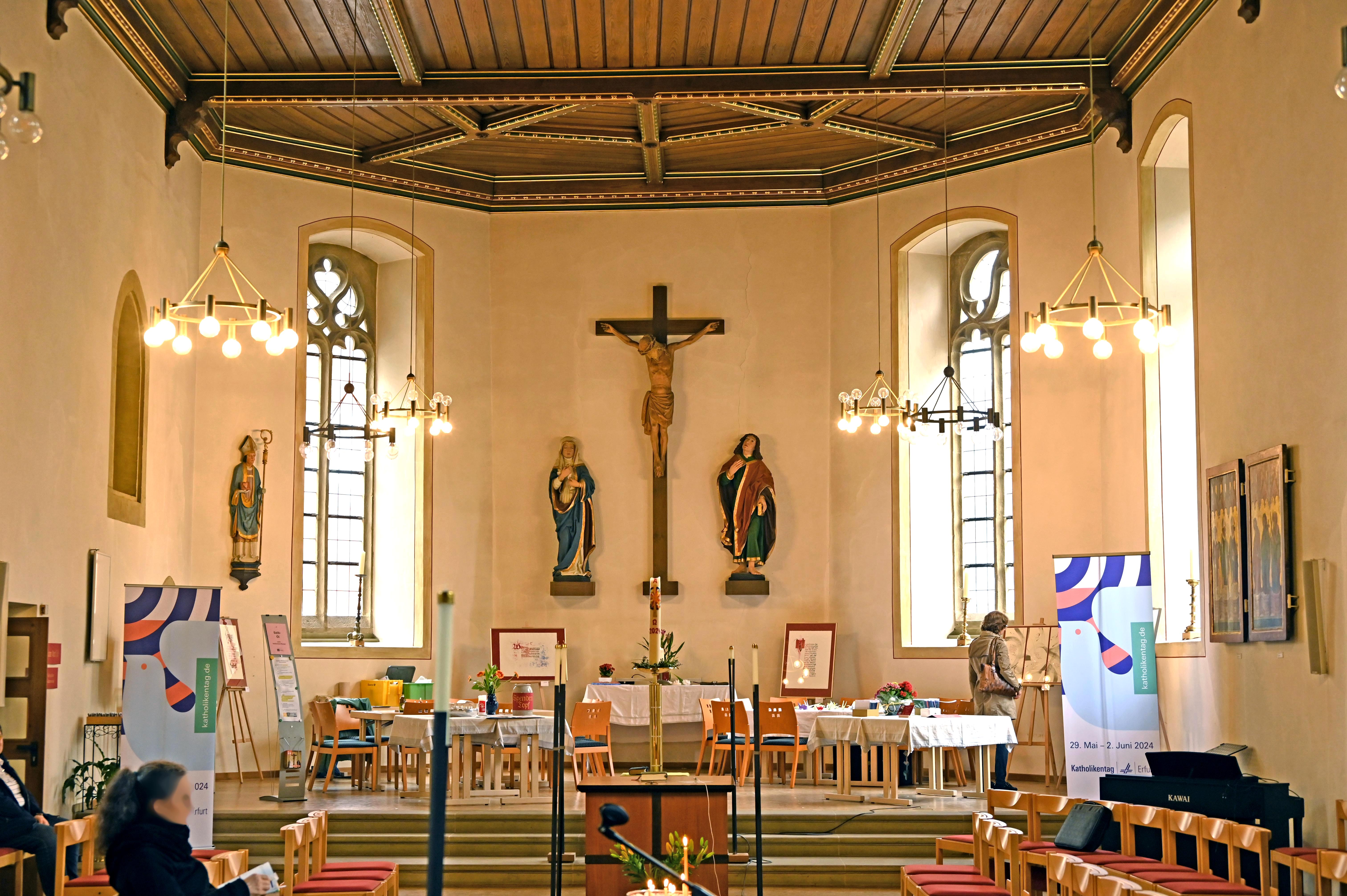
Innenraum
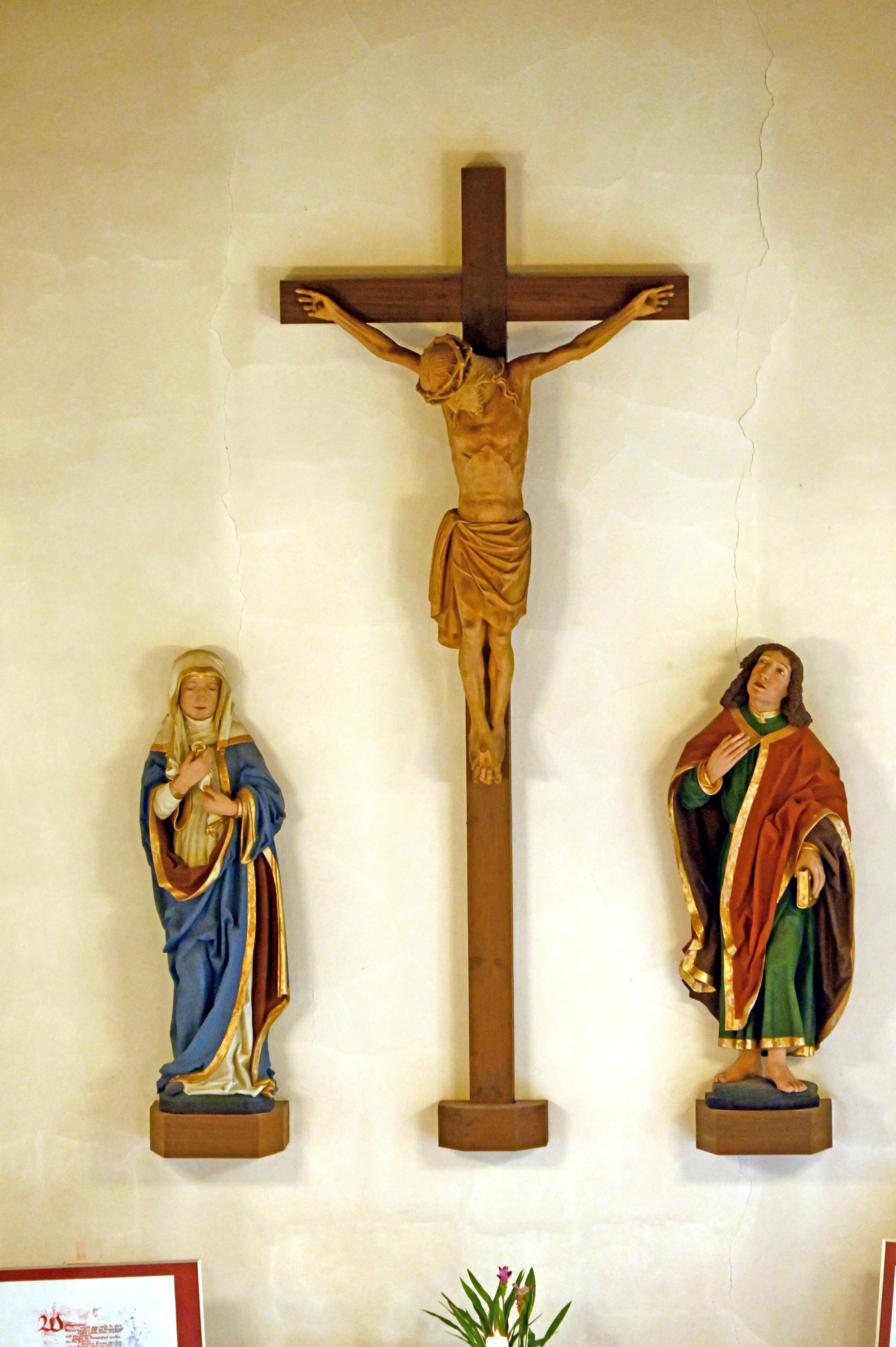
Kreuzigungsgruppe
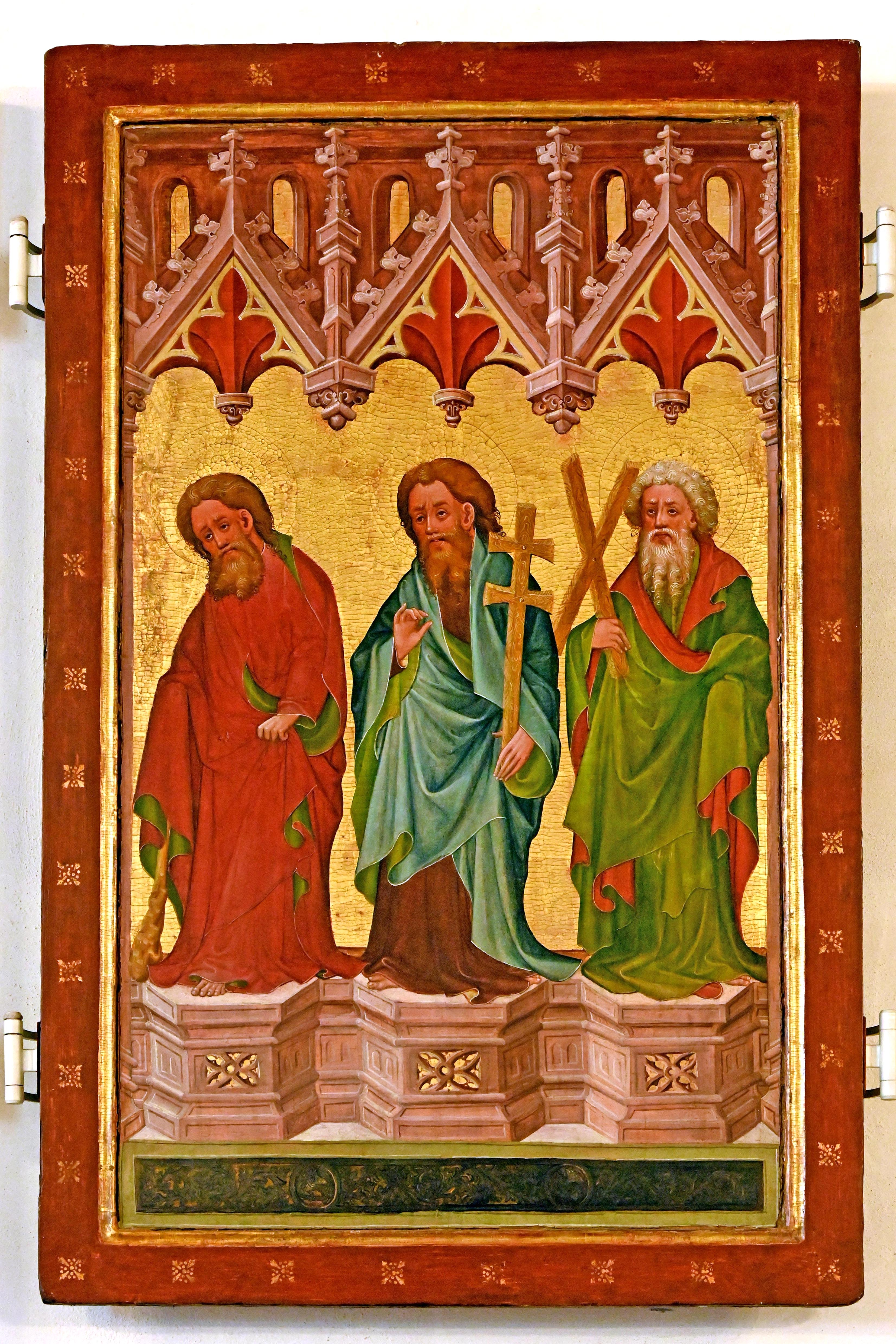
Tafelgemälde
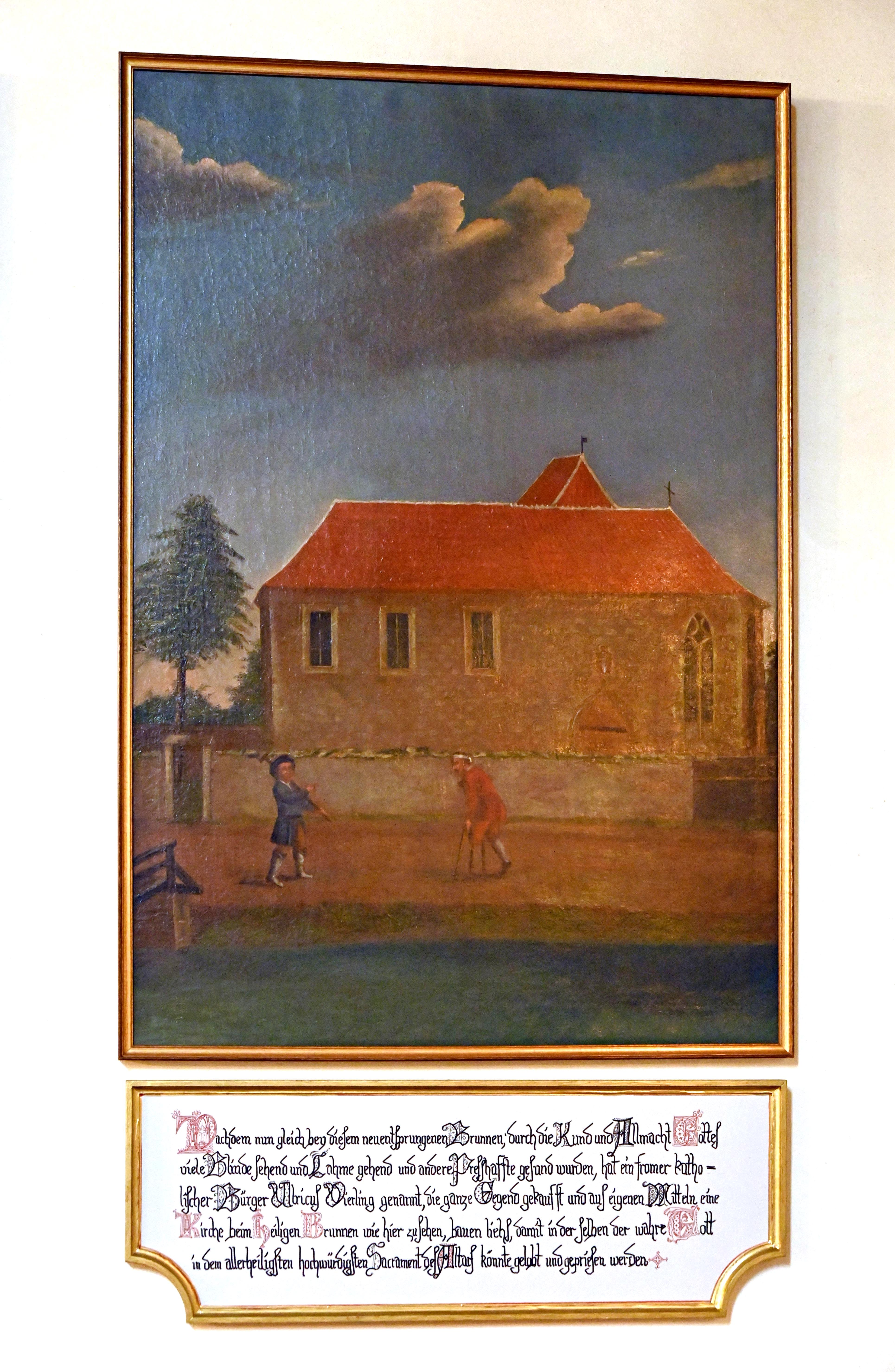
Brunnenkirche um 1700
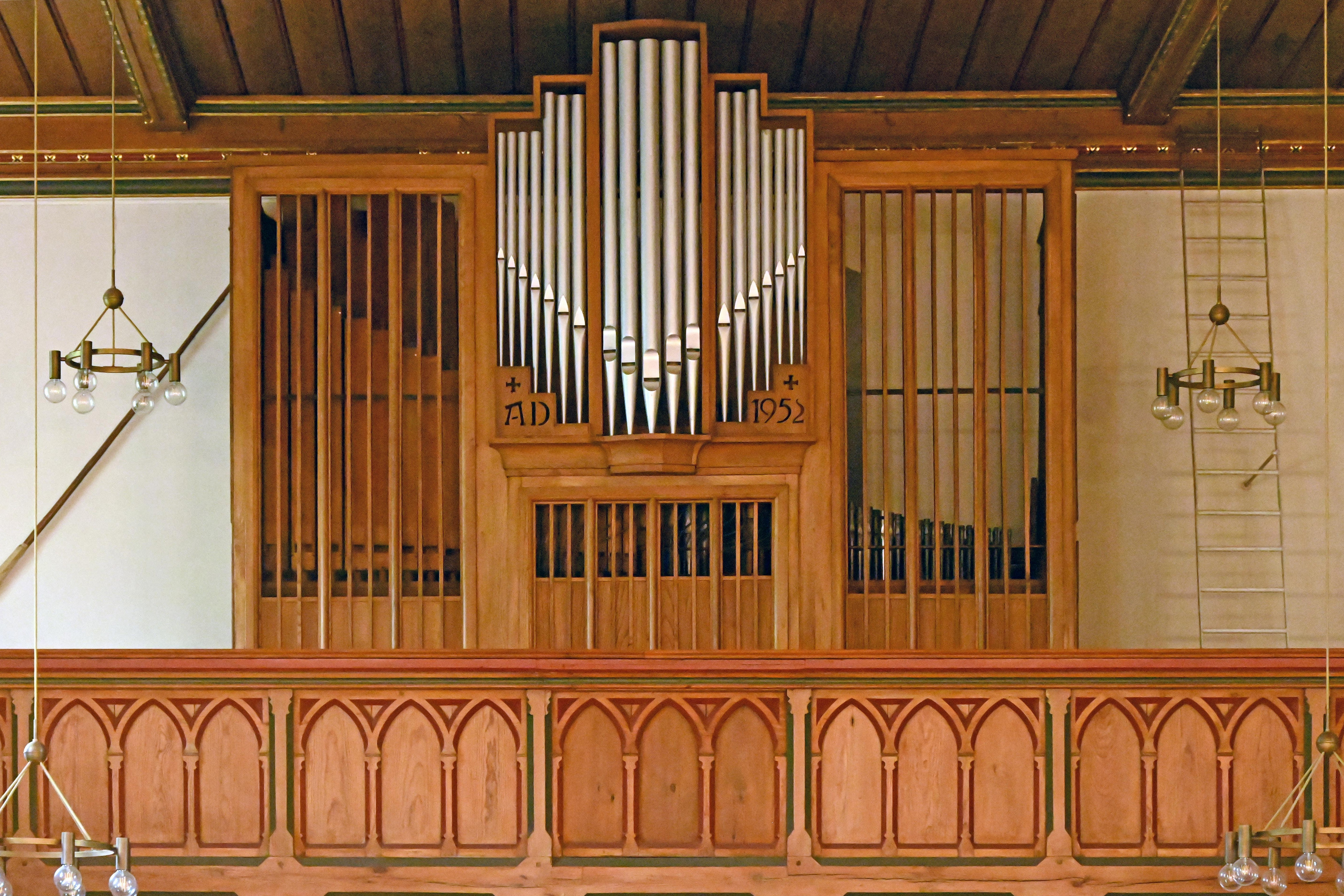
Empore mit Schuke-Orgel 1952